# القصير (بانياس)
القصير قرية سورية في ناحية مركز بانياس في منطقة بانياس التابعة لمحافظة طرطوس.